# 日本海事検定協会
一般社団法人日本海事検定協会(にっぽんかいじけんていきょうかい、英: Nippon Kaiji Kentei Kyokai)は、日本の港湾運送事業法に基づく鑑定・検量事業、船舶安全法に基づく諸検査、理化学分析、食品衛生分析等を行う第三者検定機関。海事関連の国際物流に関する試験・検査・認証・証明（Testing, Inspection, and Certification）を専門としている。

## 概要
"NKKK" の略称で知られ、港湾運送事業法に基づく鑑定・検量事業、船舶安全法に基づく諸検査、理化学分析、食品衛生分析等を行う国際検査機関の協会である。
また、公正で厳正中立な検査検定サービスの提供を通じて、経済の発展、国民生活の向上に貢献することを経営理念に掲げて活動している。

## 沿革
- 1913年(大正2年)2月11日 - 発起人松尾小三郎、鏑木吉胤、西広次、永津卯平、太田丙子郎を中心に日本海事組合創立。検査、鑑定業務を開始[2]。組合長松本安蔵。常務理事松尾小三郎。理事鏑木吉胤、西広次、永津卯平、須賀虎松、武市常喜、露木蕃。監事森伝吉、堀保介。[3]
- 1914年(大正3年)3月15日 - 民法34条に基づき社団法人の許可を受ける。
- 1916年(大正5年) - 検量業務を開始。
- 1918年(大正7年) - 田上海事事務所、共同荷物検量所を吸収合併。主要港に支部・出張所を開設。
- 1923年(大正12年) - 検量規程、協会標章(双錨マーク)制定。
- 1926年(大正15年) - 日本海事検定協会と名称を変更。初代会長田上郷吉。
- 1934年(昭和9年) - 危険物船舶運送及び貯蔵規則に基づく「火薬類船舶積蔵検定機関」の認定を受ける。
- 1938年(昭和13年) - 欧州復航運賃同盟から検量業務を受嘱。
- 1944年(昭和19年) - 瀬川直一が会長に就任[4]。船舶運営会の傘下に下る[5]。
- 1950年(昭和25年)3月 - 船舶運営会の解散に伴い、傘下から抜ける[6]。
- 1951年(昭和26年) - 太平洋、大西洋、ヨーロッパ、その他主要運賃同盟から単一検量機関として指定を受ける。
- 1955年(昭和30年) - 理化学研究所を開設。
- 1957年(昭和32年) - 危険物船舶運送及び貯蔵規則に基づく「危険物積付検査」を行う公益法人として運輸大臣の認定を受ける。
- 1963年(昭和38年) - 創立50周年。吉島政義が会長に就任[7]。新港湾運送事業法により事業免許を受ける。
- 1964年(昭和39年) - 穀類その他の特殊貨物船舶運送規則に基づく「微粉精鉱の水分の測定等」を行う者として運輸大臣の指定を受ける。
- 1966年(昭和41年) - バンコク事務所を開設(45年現地法人に切り換え)。
- 1969年(昭和44年) - 危険物船舶運送及び貯蔵規則に基づく「危険物コンテナ収納検査」を行う公益法人として運輸大臣の認定を受ける。
- 1970年(昭和45年) - 三田一也が会長に就任。
- 1972年(昭和47年) - シンガポール事務所を開設。
- 1975年(昭和50年) - クアラルンプールに現地法人、「日本海事検定(マレーシア)株式会社」を開設。
- 1977年(昭和52年) - 土肥三男が会長に就任。フィリピンに合弁による現地法人「フィリピン日本海事検定株式会社」を開設。
- 1980年(昭和55年) - 中国輸出入商品検験総公司と「日中貿易商品検査業務相互協定書」に調印。
- 1981年(昭和56年) - 山本順一が会長に就任。
- 1986年(昭和61年) - 桑田俊彦が会長に就任。
- 1987年(昭和62年) - 台北市に合弁による現地法人「亜東海事検定保険公證人股分有限公司」を開設。海洋汚染及び海上災害の防止に関する法律に基づく「指定確認業務」を行う指定確認機関として海上保安庁長官の指定を受ける。
- 1989年(平成元年) - アムステルダムに欧州事務所を開設。
- 1992年(平成4年) - バルセロナ事務所を開設。
- 1994年(平成6年) - 蛭田健三が会長に就任。食品衛生法に基づく厚生大臣指定検査機関となる。インドネシアに合弁による現地法人「日本海事検定(インドネシア)株式会社」を開設。
- 1995年(平成7年) - 秋元良一が会長に就任。天津市に合弁による現地法人「天津華和海事検定有限公司」を開設。ホーチミン市駐在員事務所を開設。
- 1996年(平成8年) - 上海市に駐在員事務所を開設(平成10年現地法人に切り換え)。「揮発油等の品質の確保等に関する法律」に基づく通商産業大臣指定分析機関となる。
- 1997年(平成9年) - 品質システム(ISO9002:1994)を取得(登録機関：財団法人日本海事協会)。登録サービス：船舶関連検査、液貨及び液化ガス関連検査、タンク計測及び計量器精度検査、鉱産物類関連検査、貨物の分析。
- 1999年(平成11年) - 船舶設備規程等の一部を改正する省令に基づく「ばら積み固体貨物の密度測定」を行う者として運輸大臣の指定を受ける。
- 2000年(平成12年) - 中川靖之が会長に就任。
- 2002年(平成14年) - QMS(ISO9001:2000)認証登録。追加登録サービス：コンテナ詰検定。船舶安全法に基づく検査等ならびに海洋汚染及び海上災害防止に関する法律に基づく確認業務。
- 2006年(平成18年) - 港湾運送事業法の改正により鑑定事業・検量事業の許可を受ける。
- 2008年(平成20年)12月1日 - 「一般社団法人及び一般財団法人に関する法律」施行にともない、特例民法法人に移行。
- 2011年(平成23年)4月1日 - 一般社団法人に移行。
- 2013年(平成25年)2月11日 - 創立100周年。
- 2015年(平成27年) - ミャンマーに現地法人、「日本海事検定(ミャンマー)株式会社」を開設。
- 2016年(平成28年) - QMS(ISO9001:2015)認証登録。

## 業務内容
| 項目         | 内容 |
| ------------ | --- |
| 検査・検量   | 危険物船舶積付検査 危険物コンテナ収納検査 液状化物質運送 許容水分値測定 液状化物質水分測定 液状化物質積付検査 ばら積固体貨物密度測定 海事鑑定(積付検査，用船契約検査，回航検査，喫水検定，船舶・機械の評価鑑定，ばら積み貨物の検査，製品・中古機械設備の検査，マイマイガ不在証明検査) 損害検査(貨物・船舶，ノンマリン関連) 石油・液体化学製品検査 液化ガス類検査 タンク計測 物流検定 質量検定 計量管理 |
| 理化学分析   | 理化学的分析及び証明 |
| 食品衛生分析 | 食品衛生に関する試験、検査及び証明 |
| その他       | 運輸安全マネジメント評価 グリーン経営認証 ロスプリベンション業務 公益事業 |

## 本支部・研究所

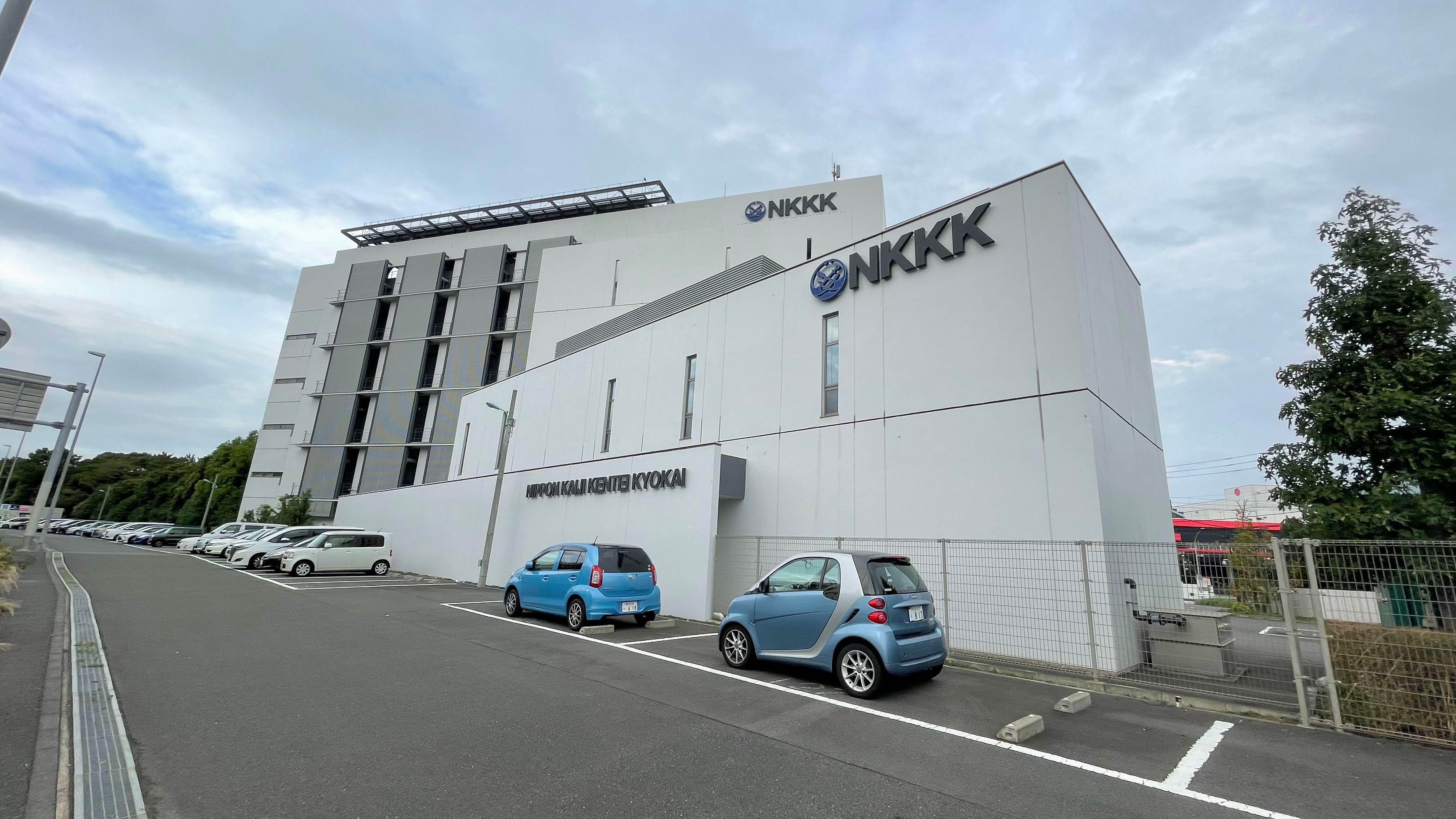
理化学分析センター（神奈川県横浜市金沢区幸浦）

| 本支部・研究所                                                                           | 所在地                            |
| ---------------------------------------------------------------------------------------- | --------------------------------- |
| 本部 検査第一サービスセンター 検査第二サービスセンター 検定サービスセンター 営業センター | 東京都中央区八丁堀1-9-7(海事ビル) |